# Хрущ майский западный
Хрущ ма́йский за́падный или майский жук западный (лат. Melolontha melolontha) — жук из рода майские жуки подсемейства хрущей в составе семейства пластинчатоусых.

## Описание

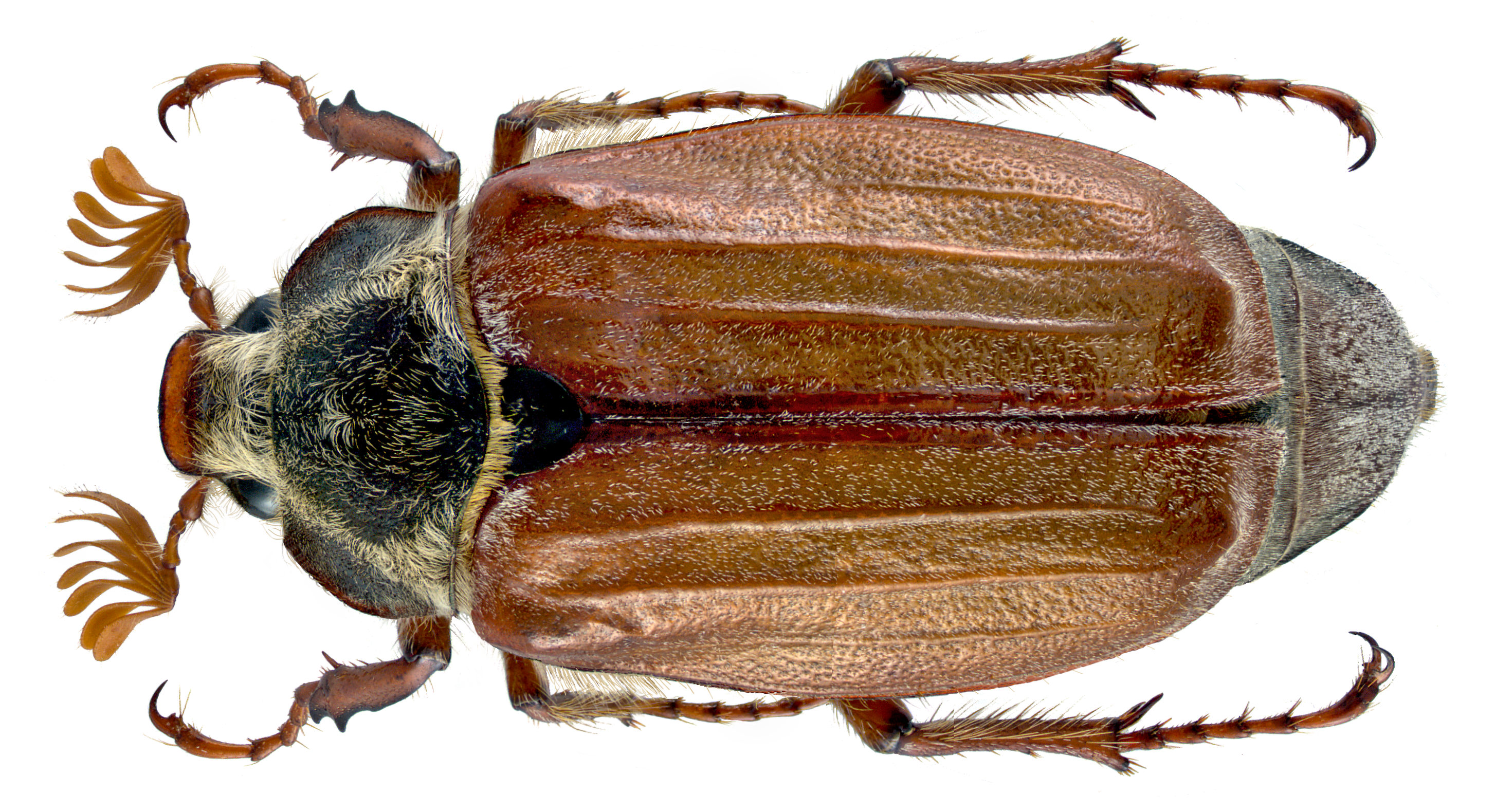
Самец

Крупный жук, длиной 23—32 мм с коренастым, широким и сильно выпуклым телом. Низ тела, голова и переднеспинка — чёрного цвета. Надкрылья, ноги и усики, щупики и пигидий от светло-коричневого, красно-бурого до почти чёрно-коричневого цвета. Характерна сильная цветовая изменчивость — вид образует большое количество цветовых аберраций. Бока брюшных сегментов с крупными треугольными пятнами белого цвета (типичная форма). Усики 10-члениковые: у самца с более крупной булавой из 7 пластин, у самки — из 6. Голова довольно маленькая, втянута в переднеспинку.
Переднеспинка тёмная, покрыта короткими серовато-желтоватыми волосками. Надкрылья выпуклые, продолговато-овальные, с 5 узкими рёбрами, покрыты густыми прилегающими короткими белыми или сероватыми волосками и редкими более длинными торчащими волосками, основание и бока в негустых длинных торчащих жёлто-серых волосках, рёбра в резких довольно мелких точках. Промежутки между рёбрами на надкрыльях покрыты мелкими точками, слабыми морщинками и равномерными, довольно густыми не закрывающими основной фон тонкими, короткими беловато-серыми волосками. Грудь покрыта длинными густыми беловато-серыми волосками.
Пигидий у самца вытянут на вершине в длинный узкий отросток, у самки несколько более короткий, чем у самца.
Передние голени снаружи с 3 или 2 зубцами, причём основной зубец тупой, у самца часто едва намечен в виде округлённого выступа, почему голени кажутся 2-зубчатыми; средний зубец сильно приближен к вершинному.

## Ареал
Распространён на большей части Европы, на востоке встречается в европейской части бывшего СССР. Граница ареала на восток идёт до линии, проходящей от Эстонии на Смоленск — Курск — Воронеж — Харьков; южная граница ареала: Запорожье — Кропивницкий — север Одесской области — низовье Днестра; северная граница ареала доходит до юга Швеции и севера Подмосковья.

## Биология
В южных районах лёт жуков происходит обычно во второй половине апреля до начала июня. В северных областях хрущи появляются в середине мая до конца июня. Летают по опушкам лиственных насаждений, где питаются листьями деревьев и кустарников — дуб, бук, клён, ильм, лещина, тополь, ива, грецкий орех. Из плодовых культур наибольшее предпочтение отдают сливе, из лесных — дубу. Активны в утренние и вечерние часы, по ночам могут прилетать на искусственные источники света.

## Размножение

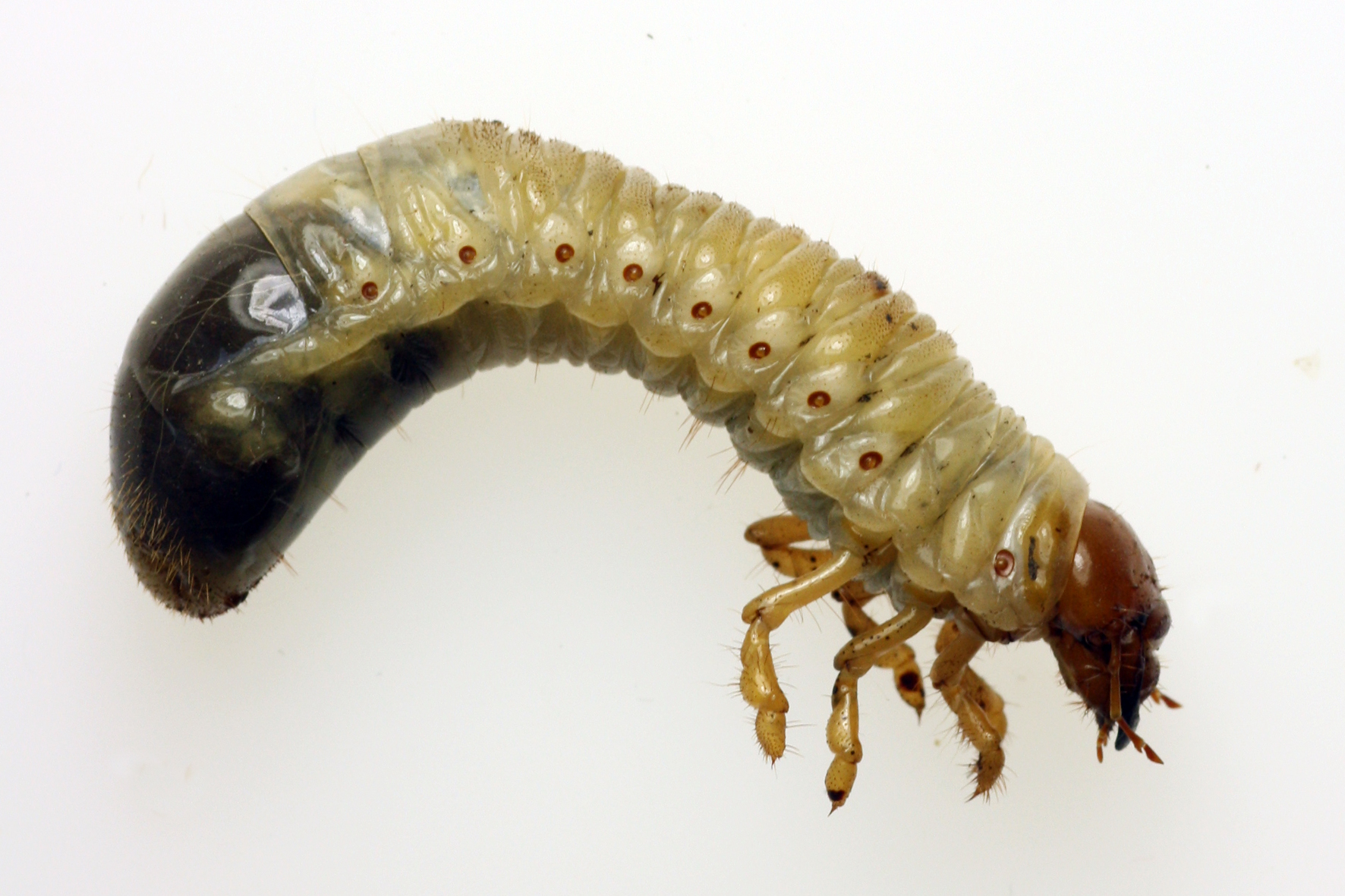
Личинка

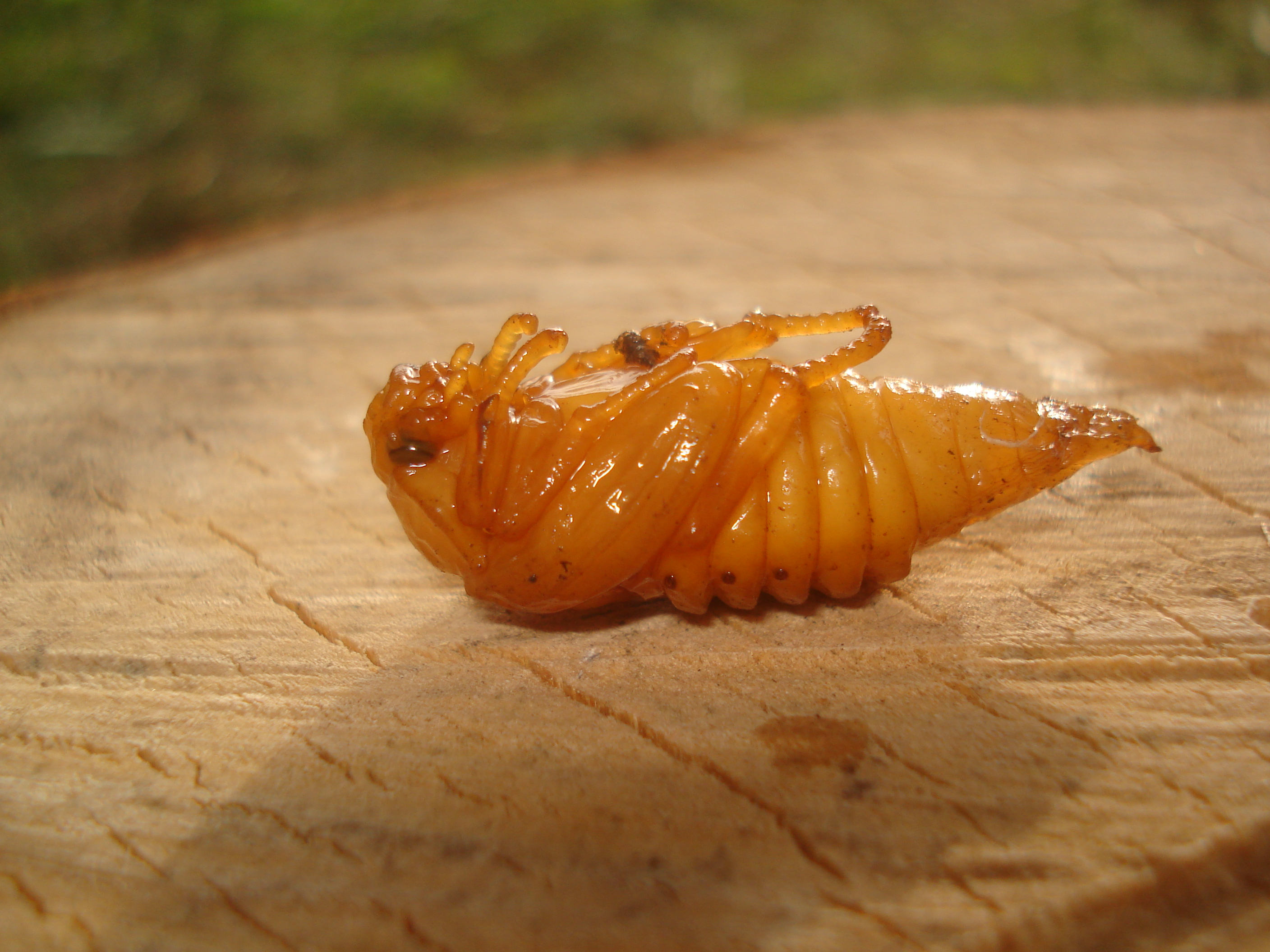
Куколка

Жуки откладывают яйца в почву на глубину 20—40 см, кучками по 5—20 штук. Предпочитают прогреваемые почвы с редким почвенным покровом. Яйца овальные, белые, размером 2×3 мм. Через 24—25 либо 40—50 дней, в зависимости от температуры почвы, из них появляются мелкие грязно-белого цвета шестиногие личинки. Личинки последующих возрастов — белые, крупные, С-образные. Голова коричневая, с жёлто-бурыми челюстями. На анальном сегменте брюшка расположены 2 ряда по 25—30 мелких конической формы щетинок. Личинки последнего возраста достигают длины 45—65 мм. Личинки первого возраста питаются гумусом, более поздних возрастов — мёртвыми и живыми корнями различных растений.
В северной и средней Европе генерация 4-летняя, в более тёплых южных областях 3-летняя.
Окукливание личинок последнего возраста происходит в июне-июле в земляной колыбельке. Куколка свободная, желтоватая. Стадия куколки 30—40 дней. Зимует имаго. В засушливые года с жарким летом и осенью возможен выход небольшого количества жуков осенью.

## Экономическое значение
Является одним из основных вредителей плодово-ягодных и лесных насаждений в Центральной Европе, лесостепной зоне, на Северо-Востоке Украины. В годы массового размножения, жуки могут полностью объедать листья деревьев.
Наиболее ощутимый вред наносится повреждением корней личинками второго и третьего возраста с мая по сентябрь. Наиболее чувствительны к повреждениям молодые деревья, которые часто гибнут.